# 鶴藪水塘

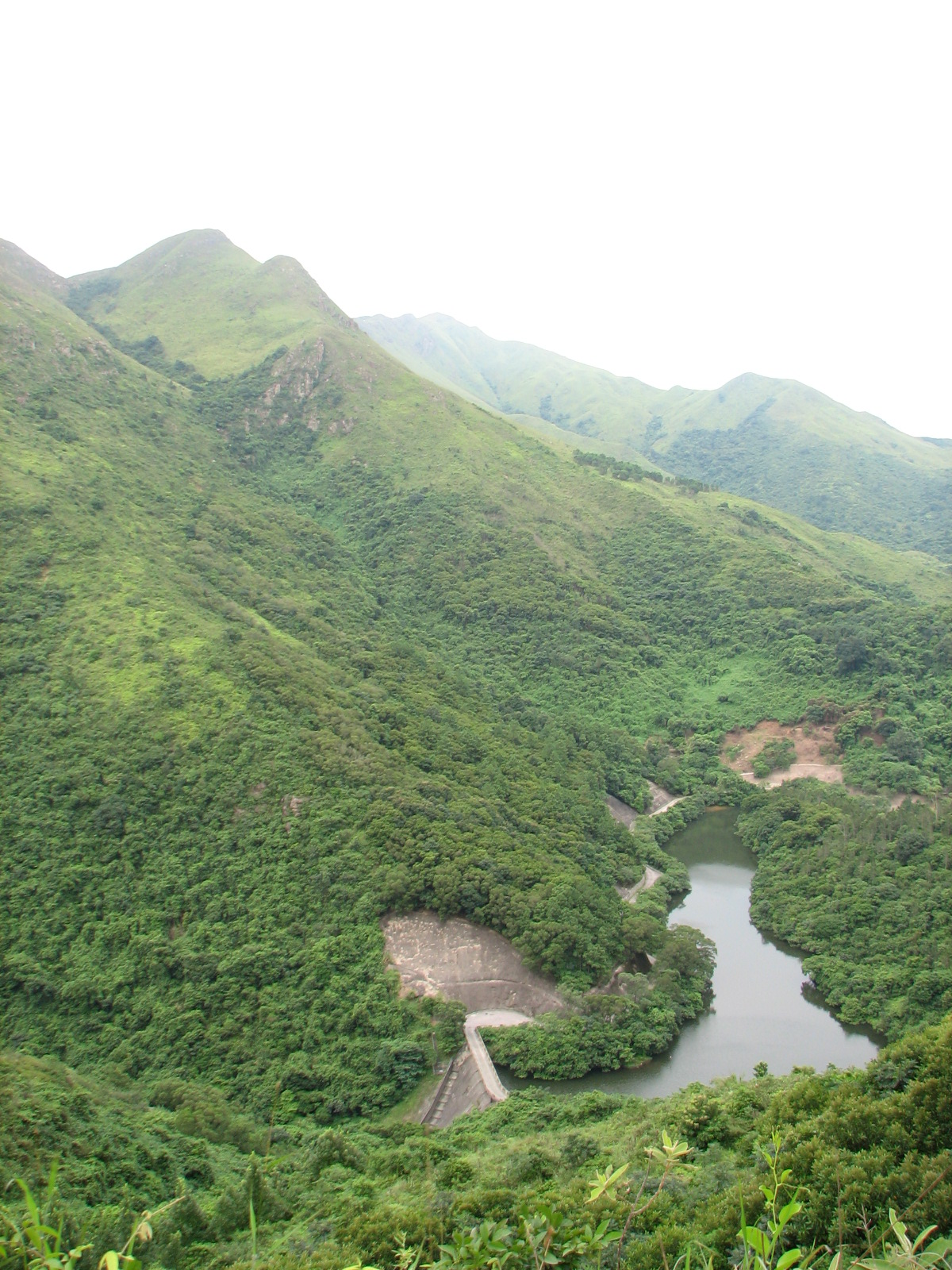
八仙腳下的鶴藪水塘

鶴藪水塘（英語：Hok Tau Reservoir）位於香港新界北區，粉嶺平原東端，屬八仙嶺郊野公園範圍之內，因鄰近鶴藪圍一帶而得名。水塘建於1968年，屬船灣淡水湖工程計劃的一部分，負責將八仙嶺西北部的水源收集，經輸水隧道供應至船灣淡水湖，同時鶴藪水塘亦是灌溉水塘，用作灌溉附近農田。水塘容量僅約18萬立方米，混凝土主壩高18米、長102.1米，水庫規模較小。
鶴藪水塘在粉嶺石坳山及八仙嶺屏風山之間的深谷裏築成，外形如一彎新月的湖。該處為丹山河的主要源頭，下游匯併軍地河，再匯出梧桐河，將八仙嶺、沙螺洞及軍地一帶山水引集成流。

## 環境與生態
鶴藪水塘附近有樹木成蔭的植林區、植物品種繁多的山谷，以及多條流入鶴藪水塘的河溪，適合不同種類的動物棲息。溪澗有種類繁多的蝴蝶及牠們的寄主植物，句括香港罕見的鈕灰蝶(Acytolepis puspa)。溪流被樹林遮蔽，孕育着不同品種的蜻蜓，如香港特有的伊中偽蜻(Macromidia ellenae)。溪流在過去鮮有人為騷擾，溪底主要覆蓋着大石，形成了許多水潭，成為了不少淡水魚的孕育之地，包括罕見的香港鬥魚(Macropodus hongkongensis)品種。此外，水塘旁廣植松樹，綠樹成蔭；附近還有不少有趣或藥用植物，及當地原居民留下的果樹及風水林。

## 設施
漁農及自然護理署在附近設立燒烤及野餐設施，亦設有露營地點鶴藪營地。
鶴藪水塘為多條郊遊路線的交匯點，路徑四通八達。長途郊遊徑衛奕信徑第九段穿過水塘，可沿小徑通往八仙嶺及九龍坑山；該地亦是鳳馬古道（古代連接鳳園與馬尾下兩地的村徑）必經之路，是昔日連接吐露港和沙頭角北區的要道，路徑由大石砌成，遊人可沿路走到另一生態熱門勝地沙螺洞。遊客亦可沿小徑繞過石坳山到達一山之隔的流水響水塘，或沿環繞水塘的鶴藪水塘家樂徑遊覽，沿途綠樹成蔭，不時有小溪流徑，夏天漫步最涼爽。家樂徑全長2.5公里，步程約一小時。

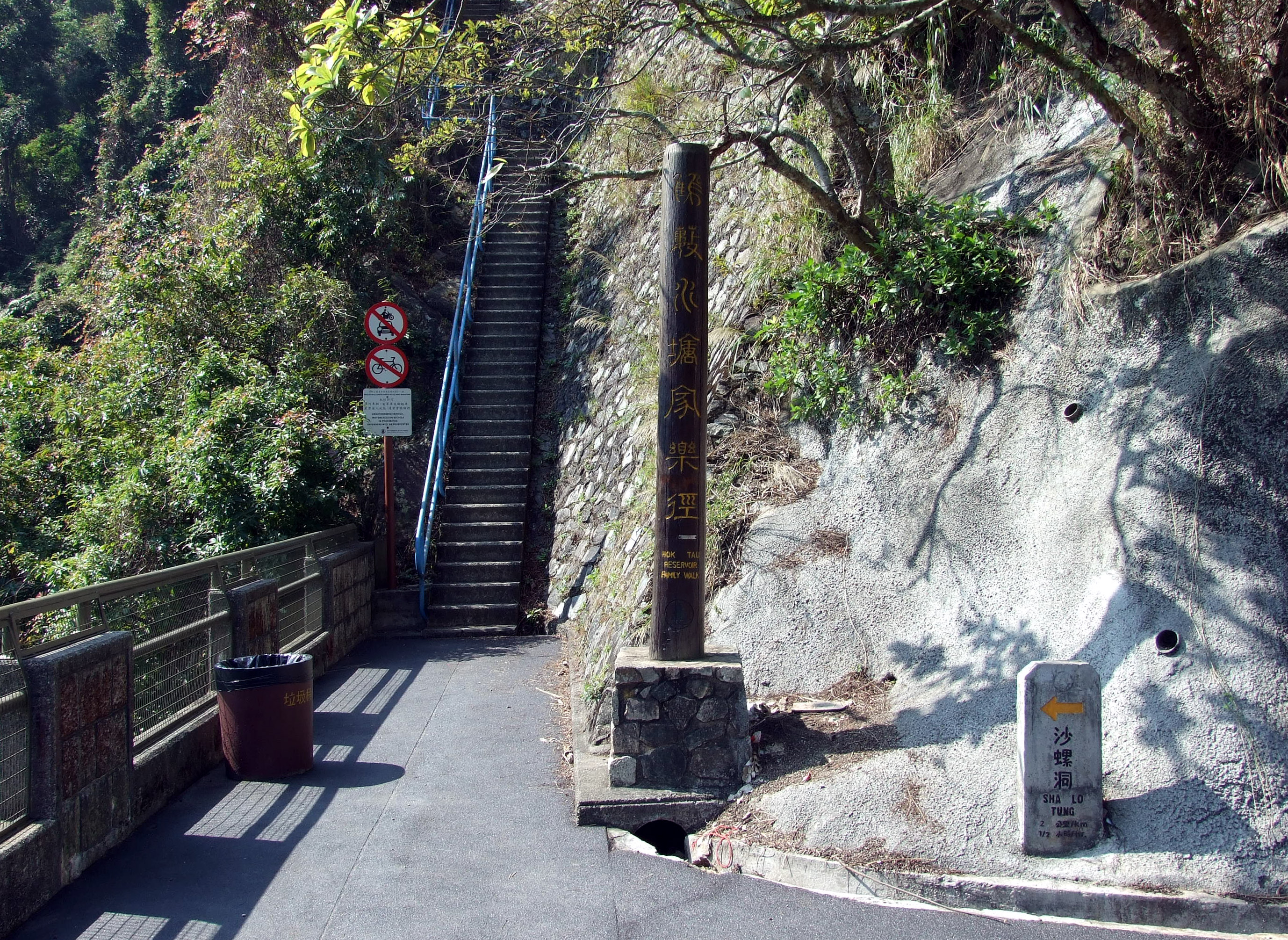
鶴藪水塘家樂徑起點
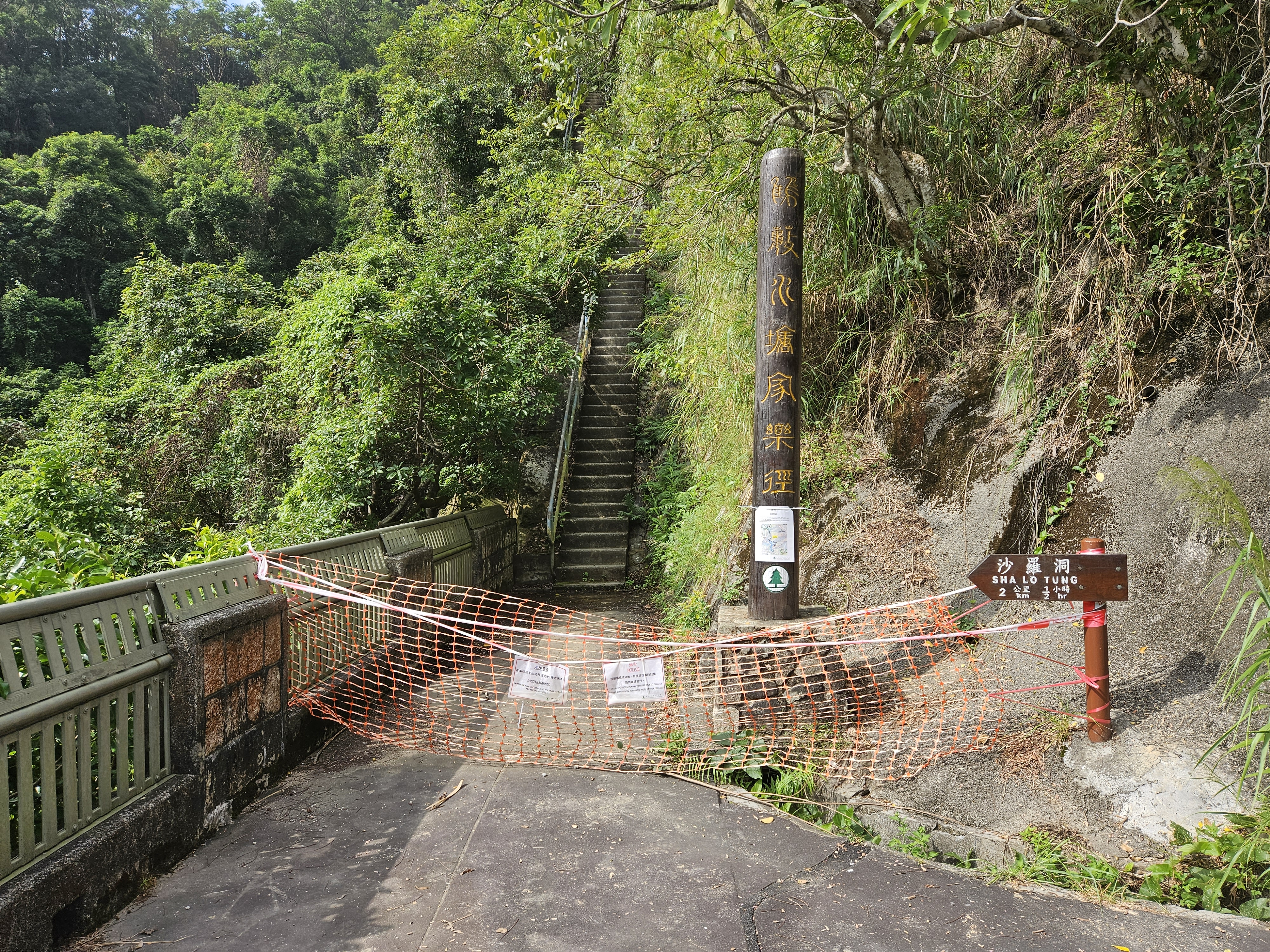
因早前發生山泥傾瀉而封閉的鶴藪水塘家樂徑起點（2023年10月）
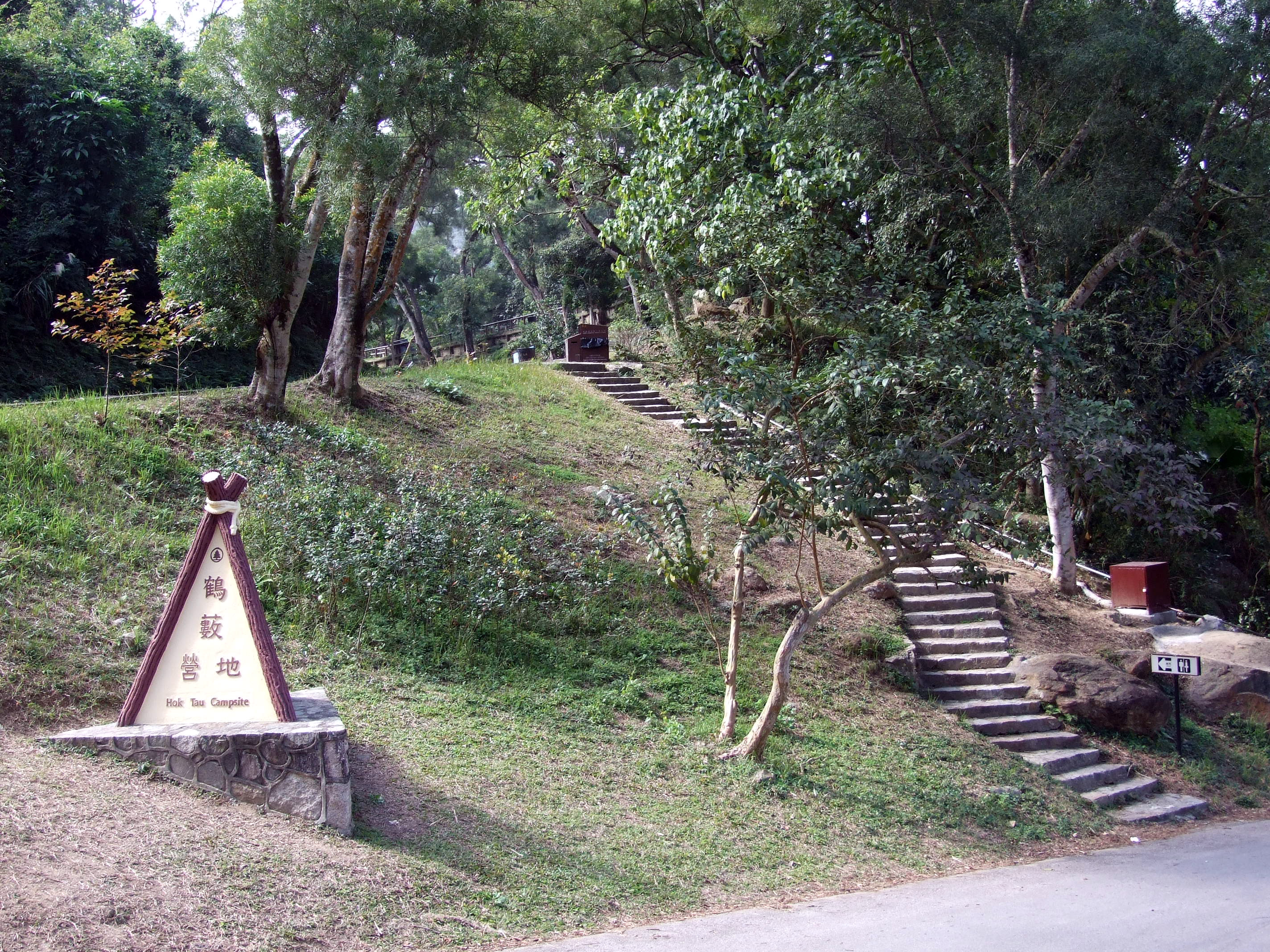
鶴藪營地
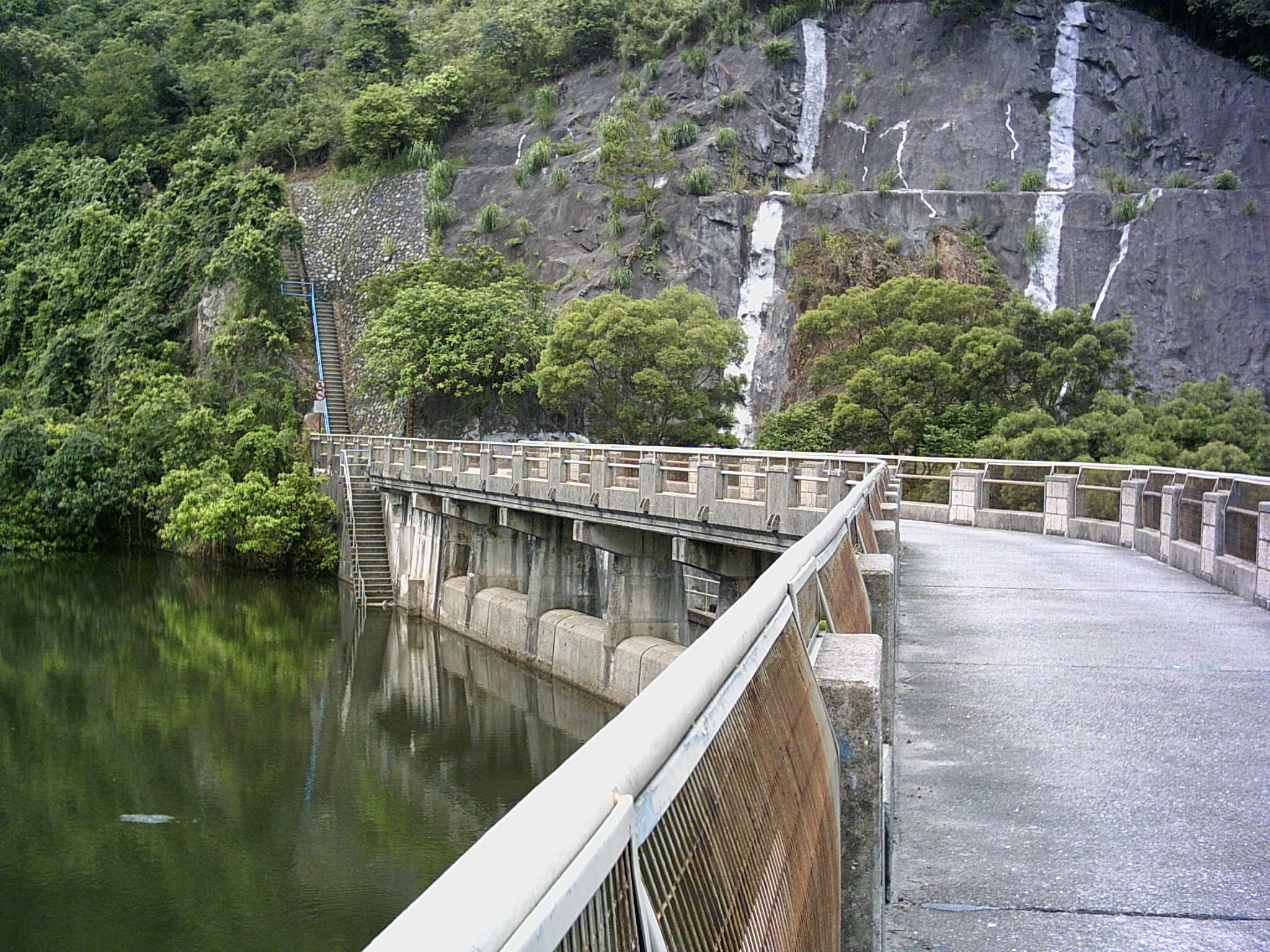
鶴藪水塘水壩